# داگلاس گروو (ویرجینیای غربی)
داگلاس گروو (به انگلیسی: Douglas Grove) یک منطقهٔ مسکونی در ایالات متحده آمریکا است که در شهرستان برکلی، ویرجینیای غربی واقع شده‌است.